# 虎刺醛
虎刺醛是一种有机化合物，化学式C16H10O5，属于9,10-蒽醌衍生物，存在于檄樹（学名：Morinda citrifolia）等植物中，可溶于水或有机溶剂。